# Формувальник
Формувальник — робітнича професія. 
Формувальник – робітник, який займається формуванням (приданням певної форми) якомусь виробу, деталі.
Спеціалісти-формувальники працюють в різних галузях виробництва. 
Це можуть бути формувальники ковбасних виробів — робітники, які наповнюють м'ясним фаршем натуральну кишку або штучну оболонку певної довжини.

Наповнення фаршом натуральної кишки за допомогою масарського шприца

Подібну роботу виконують формувальники мила, брикетів, абразивних виробів, анодів, муляжів, таблеток, кондиторських виробів і т. п. Така робота у формувальника не вимагає спеціальних знань і попереднього навчання.
Набагато більші вимоги до формувальника залізобетонних виробів і конструкцій.
У цьому можна переконатися з прикладу вимог до формувальника 5-го розряду:
Необхідно знати:
- конструкцію устаткування та способи регулювання його роботи;
- Основні методи контролю якості гіпсового тіста і гіпсокартонних листів;
- Правила ведення записів у журналі;
- Пристрій і принцип дії обслуговуваних машин та установок;
- Способи і правила укладання та напруження арматури;
- Технічні вимоги на виготовлювані вироби;
- Правила читання креслень; вимоги технологічних карт по режимам формувань;
- Прийоми та способи стропування та переміщення виробів.

Необхідно вміти і мати навички:
- Вміння читати креслення;

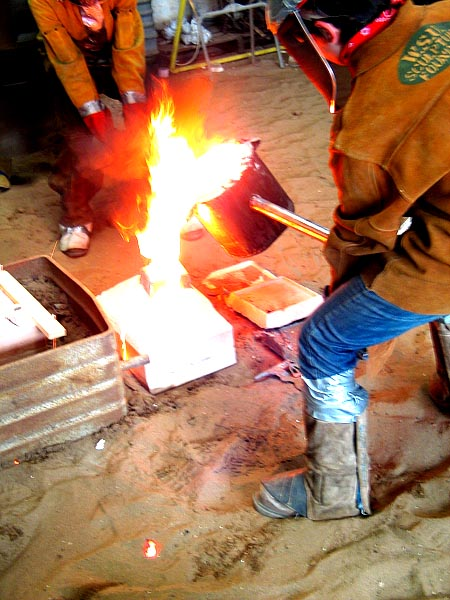
Формування виробів способом лиття

- Вміння працювати з технологічними картами;
- Вміння виконувати формування складних виробів із залізобетону;
- Вміння чистити форми за допомогою машин, або струменем стисненого повітря, або розчинами;
- Вміння правильно використовувати розпушувачі;
- Вміння застосовувати різні способи стропування виробів;
- Вміння керувати роботою всіх машин для формування виробів із залізобетону (за винятком об'ємно-формувальних);
- Вміння визначати точність дозування бетонної суміші різними способами.

Такі знання, вміння та навички набуваються під час навчання в професійно-технічному училищі певного профілю та в процесі студентської практики і роботи на нижчих розрядах.
Подібні вимоги пред'являються також при роботі формувальника склопластику, формувальника художнього лиття і т. п.
Виключно ювелірна робота, знання і навички повинні бути у формувальника посмертних масок (див. Посмертна маска Пушкіна).
Спеціальність формувальника високого розряду можна набути в професійно-технічних училищах, які є майже у всіх областях України. 
Багато відомих осіб починали свою діяльність саме з такого училища:
Заслужений діяч мистецтв України Довгань Б. С., заслужений художник України Криворучко О. І., космонавт Юрій Гагарін та інші.

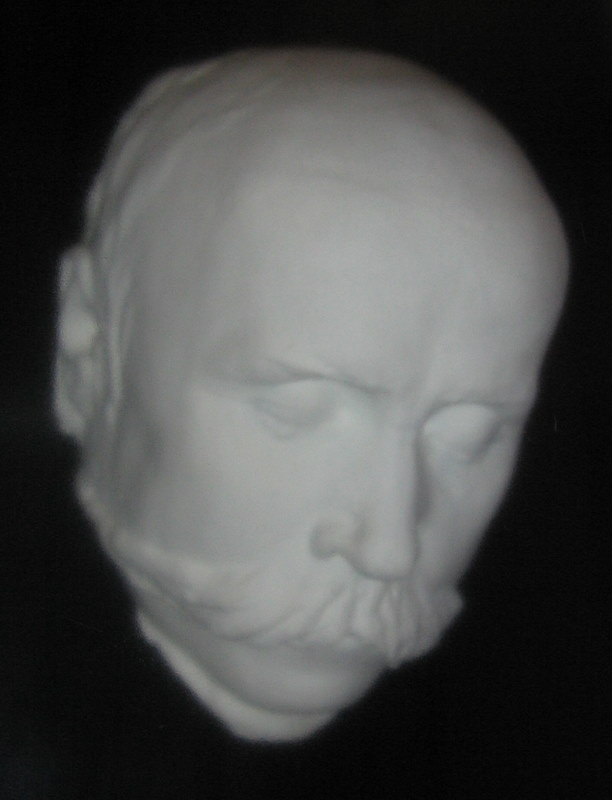
Посмертна маска Тараса Шевченка